# James Valentine (photographe)
Pour le musicien de rock, voir James Valentine.
James Valentine, né le 12 juin 1815 et mort le 19 juin 1879 à Dundee en Écosse,, est un photographe, lithographe et éditeur écossais.

## Biographie

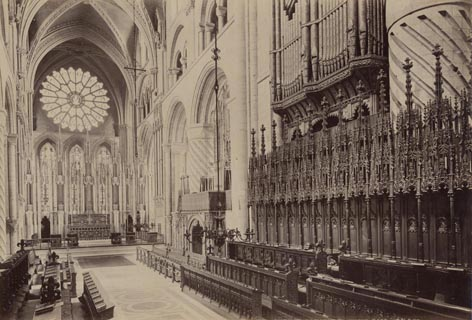
Le chœur de la cathédrale de Durham photographié par James Valentine, vers 1890.

James Valentine a étudié la technique du daguerréotype à Paris dans les années 1840-1850 ; il ouvre un atelier de photographie au début des années 1850 à Dundee au 152-154 Perth road. Ses photographies sont signées "J.V.". 
Il est l'un des fondateurs en 1861, avec Archibald Burns et David Doull, de l'Edinburgh Photographic Society (en) (EPS).
L'atelier est repris à sa mort par ses fils William Dobson (1844-1907), Georges Dobson (1852-1890) et J. Harben (1872-1949) qui poursuivent l'activité de leur père sous le nom "Valentine & Sons". 

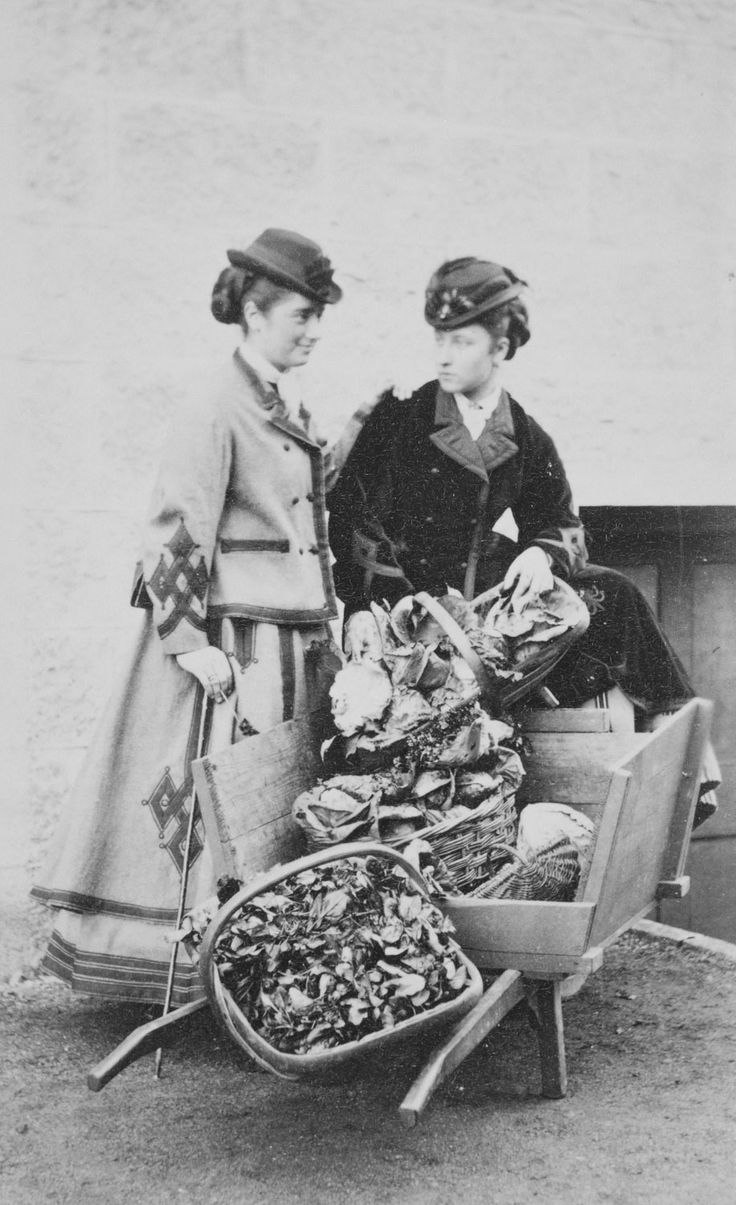
La princesse Louise du Royaume-Uni et Louise van de Weyer, vers 1866-1870.
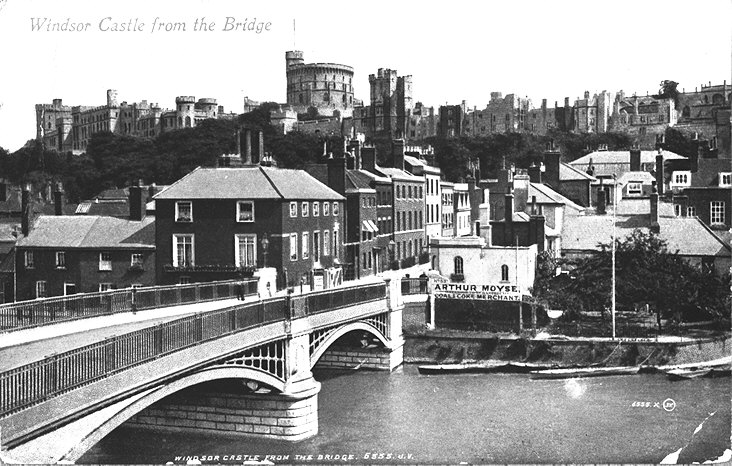
Pont de Windsor dans le Berkshire, 1866.
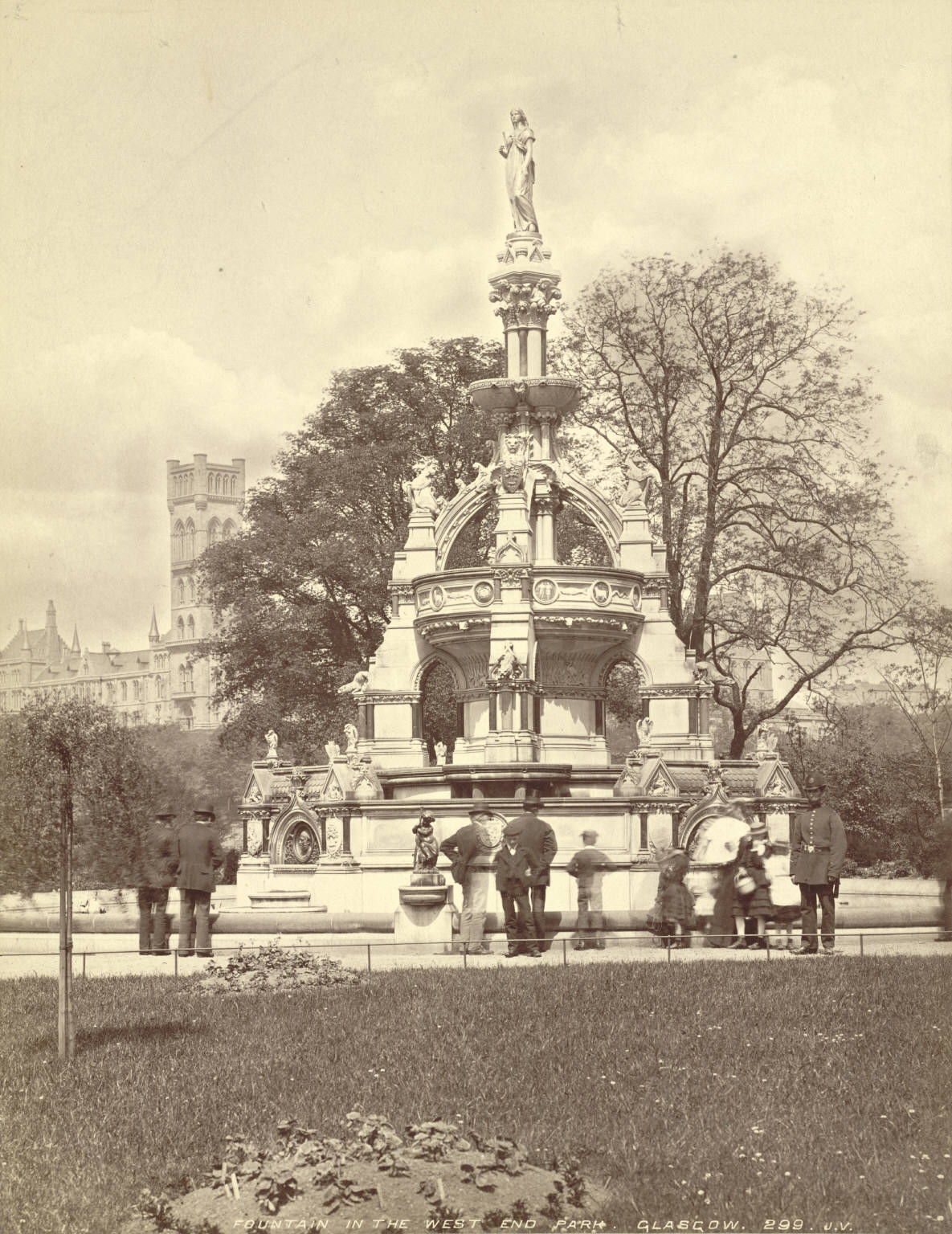
Glasgow. Stewart Memorial Fountain, 1872.
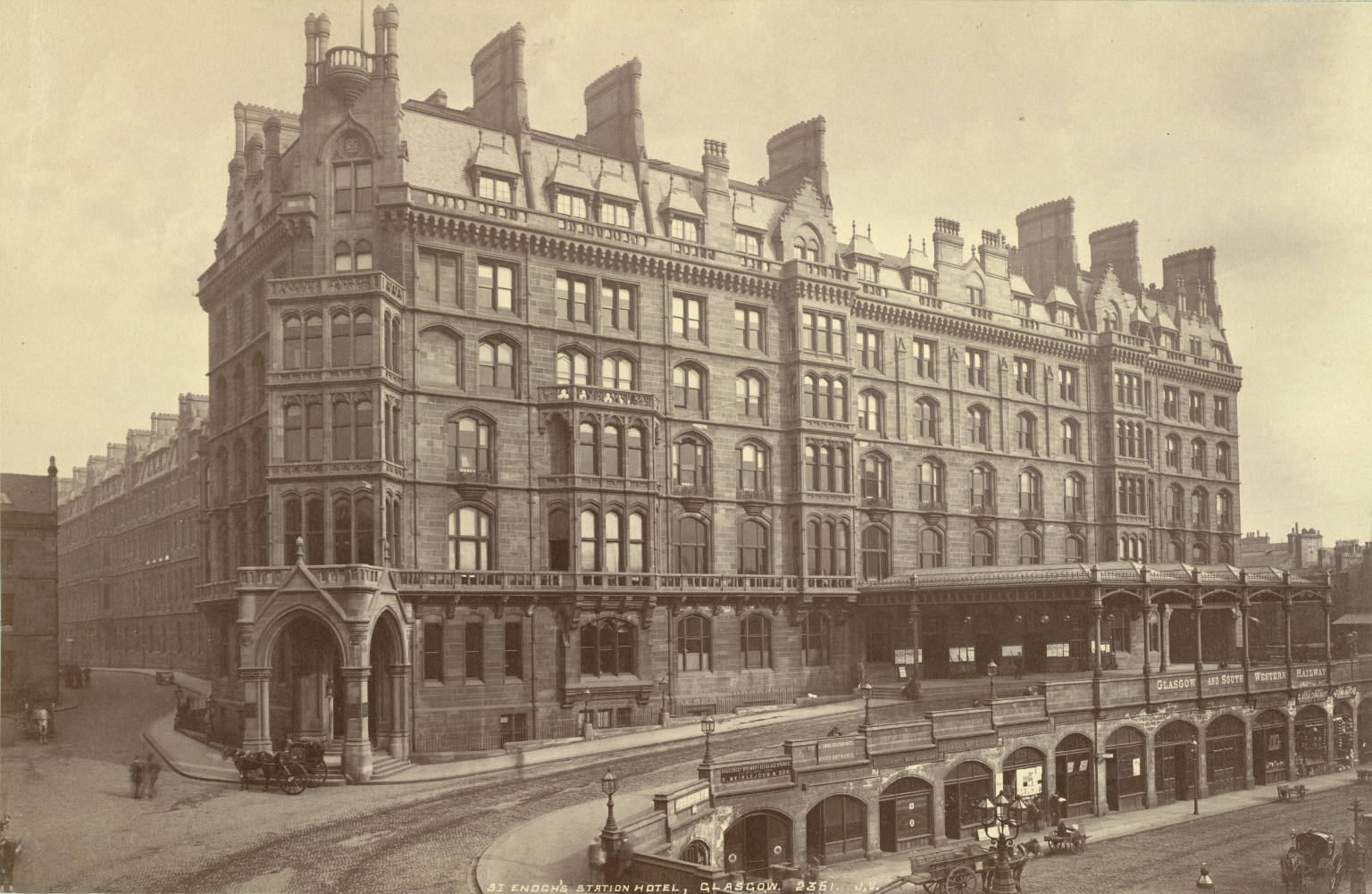
Gare de St Enoch à Édimbourg, 1879.
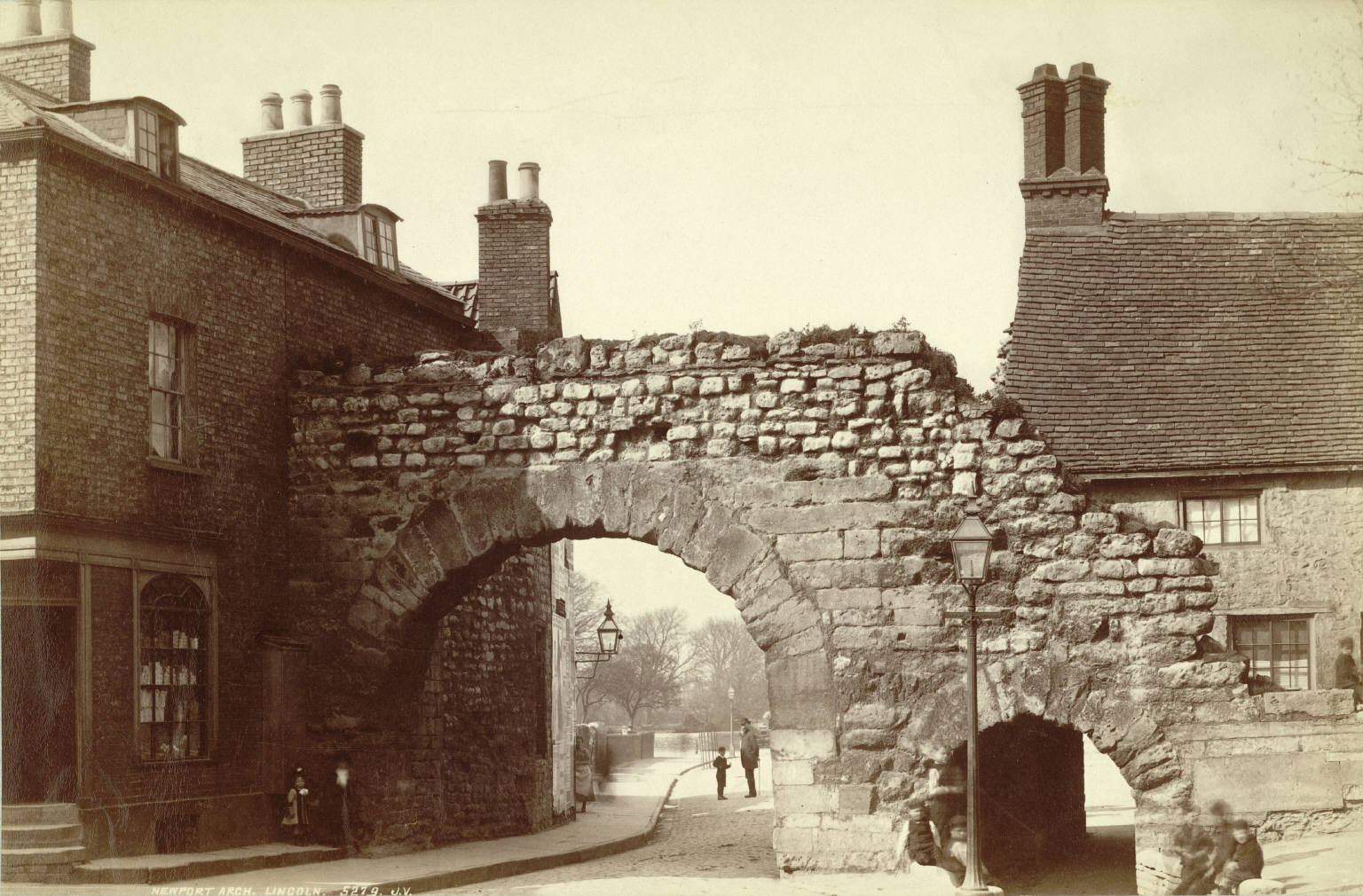
Newport Arch à Lincoln, restes d'un pont romain.